# Václav Schuldes
Václav (Wenzel) Schuldes (1777 Tábor nebo Praha – 31. října 1828 Praha) byl český rytec.

## Život
Zdroje uvádějí jako místo narození Václava Schuldese Tábor nebo Praha. Rok narození je nejčastěji uveden 1777, vyskytuje se ale i 1779.
Václav Schuldes působil jako rytec v Praze, kde studoval na pražské Akademii v letech 1806–1809, a ve Vídni.
V roce 1821 byl uveden jako mědirytec na pražském Starém Městě, č. 211. Příčinou úmrtí 31. října 1828 byla plicní tuberkulóza (Lungensucht). Zemřel svobodný v č. 311 (Bartolomějská 8) na Starém Městě.

## Dílo
Z díla Václava Schuldese se zachovaly např. portréty lékaře Jana Mayera a knihovníka Karla Ungera. Tvořil rytiny podle maleb jiných autorů jako byl Josef Bergler, Karel Škréta a další.

## Galerie

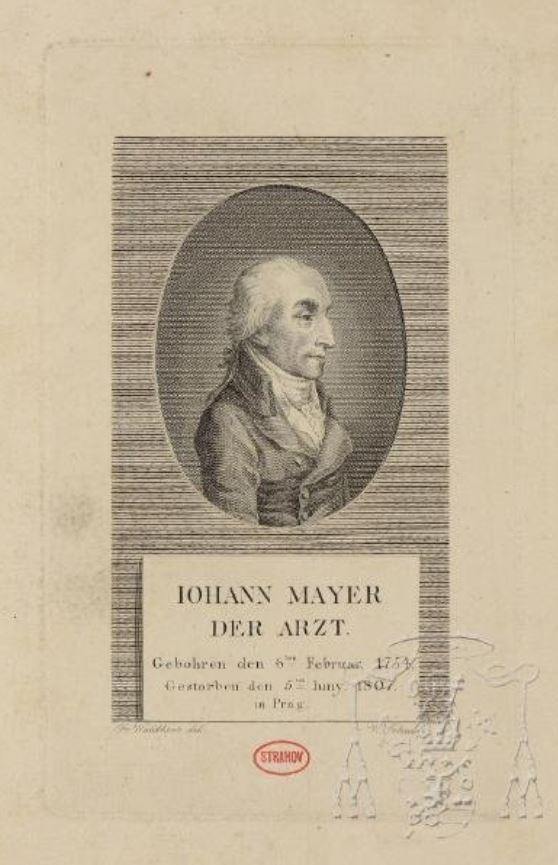
Václav Schuldes: Portrét lékaře Johanna Mayera
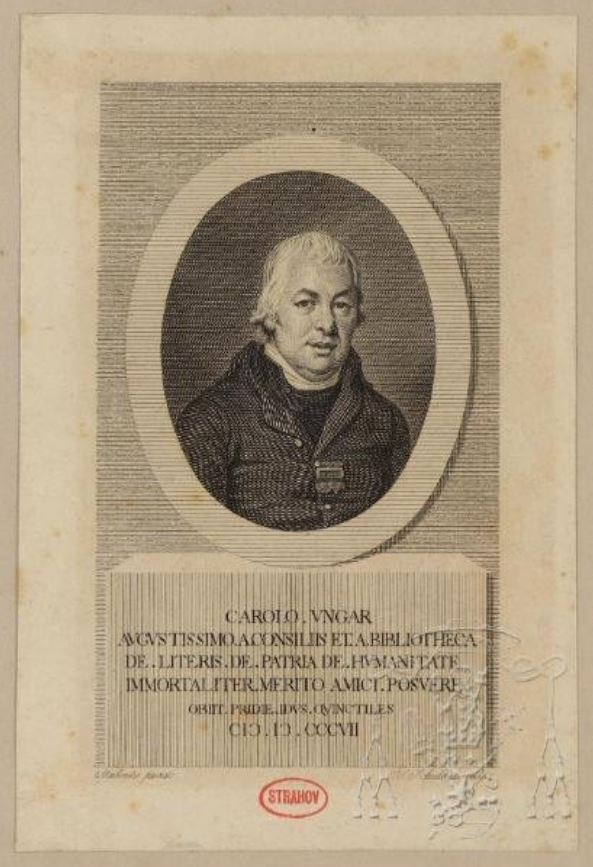
Karel Ungar (český knihovník a kněz, rytina Václav Schuldes)
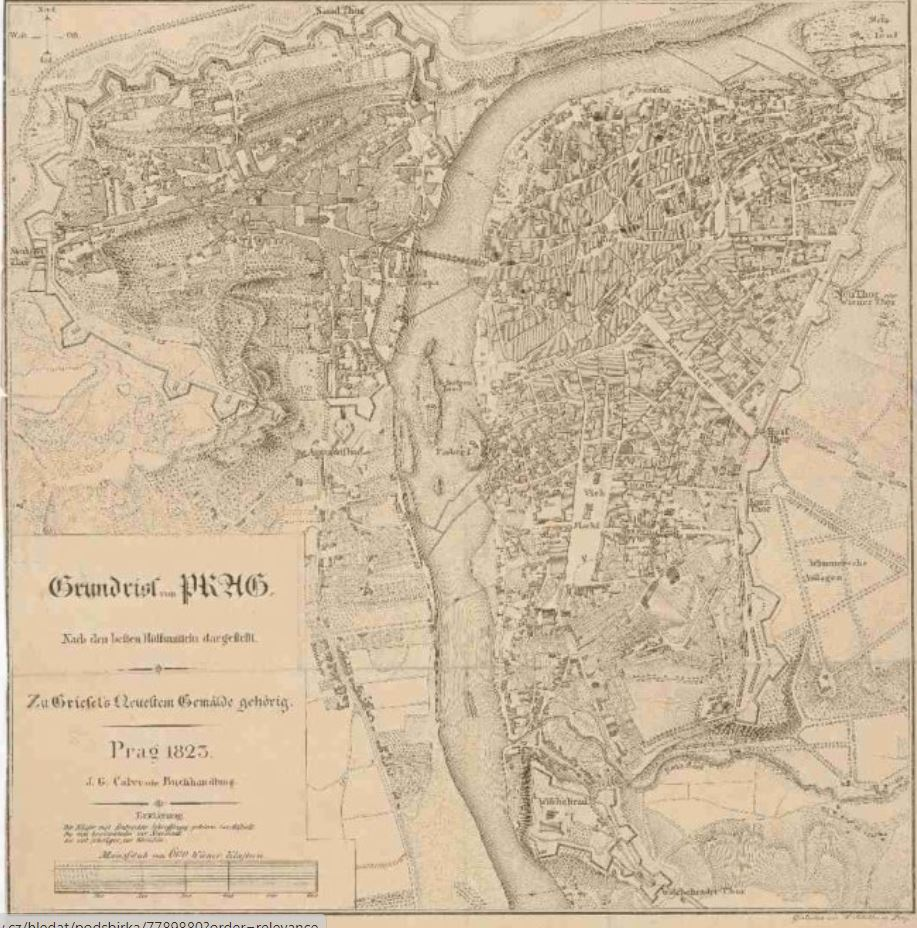
Mapa Prahy 1823 (rytina Václav Schuldes)